# 50e parallèle nord
Pour les articles homonymes, voir 50e parallèle.
En géographie, le 50e parallèle nord est le parallèle joignant les points de la surface de la Terre dont la latitude est égale à 50° nord. 

## Géographie

### Dimensions
Le 50e parallèle est situé à 5 556 km de l’Équateur et 4 444 km du Pôle Nord. Il traverse l'Europe, l'Asie, l'Océan pacifique, l'Amérique du Nord, et l'Océan Atlantique.

### Astronomie
À cette latitude le soleil est visible durant 16 heures, 22 minutes pendant le solstice d'été et 8 heures, 4 minutes pendant le solstice d'hiver. L'altitude maximale du soleil pendant le solstice d'été est de 63,44 degrés et pendant le solstice d'hiver de 16,56 degrés. Au solstice d'été et pendant tout le mois de juin, la nuit n'est jamais complète ne dépassant pas le  crépuscule. Pendant tout le mois de mai, on peut voir à la fois l'aube et la tombée de la nuit astronomiques.

### Climat
À cette latitude, la température moyenne des océans entre 1982 et 2011 a été d'environ 8,5 °C.

### Régions traversées

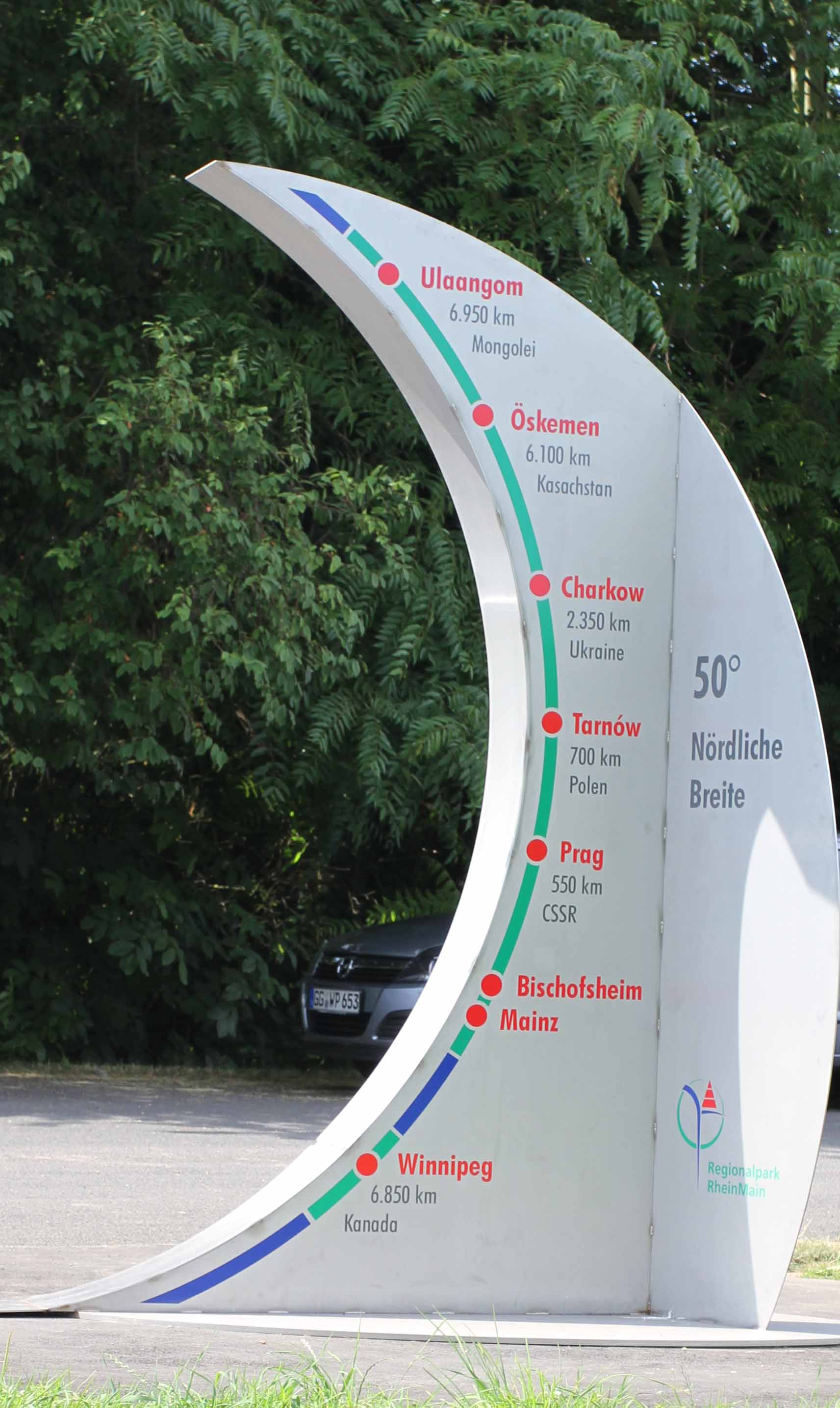
Sculpture dans le parc régional Rhein-Main (de) en Allemagne indiquant Mayence et d'autres villes situées sur le 50ème parallèle (les distances ne sont pas à l'échelle)

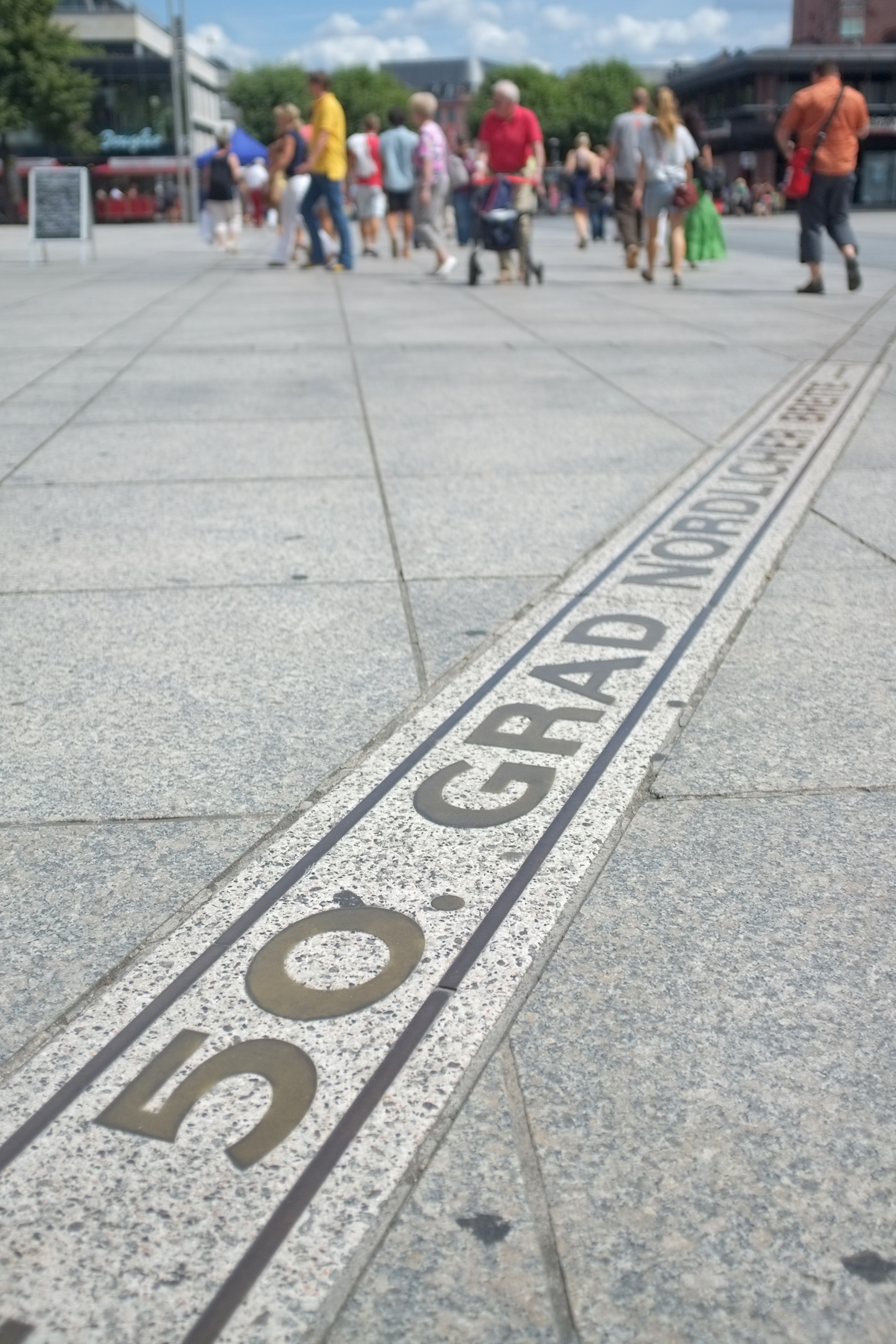
ligne marquant le 50e parallèle Mayence, Allemagne

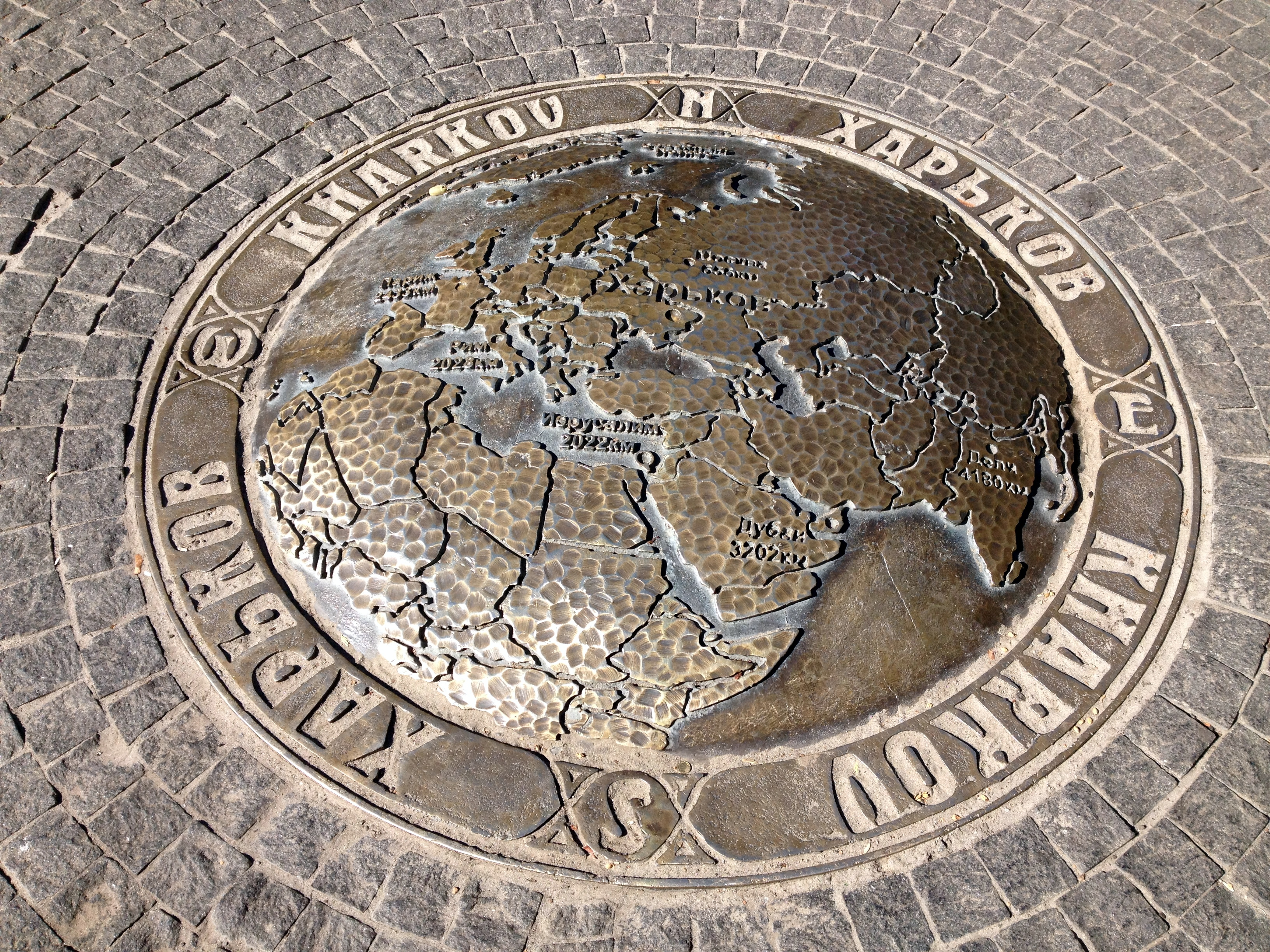
Plaque marquant le 50e parallèle Nord à Kharkiv, Ukraine

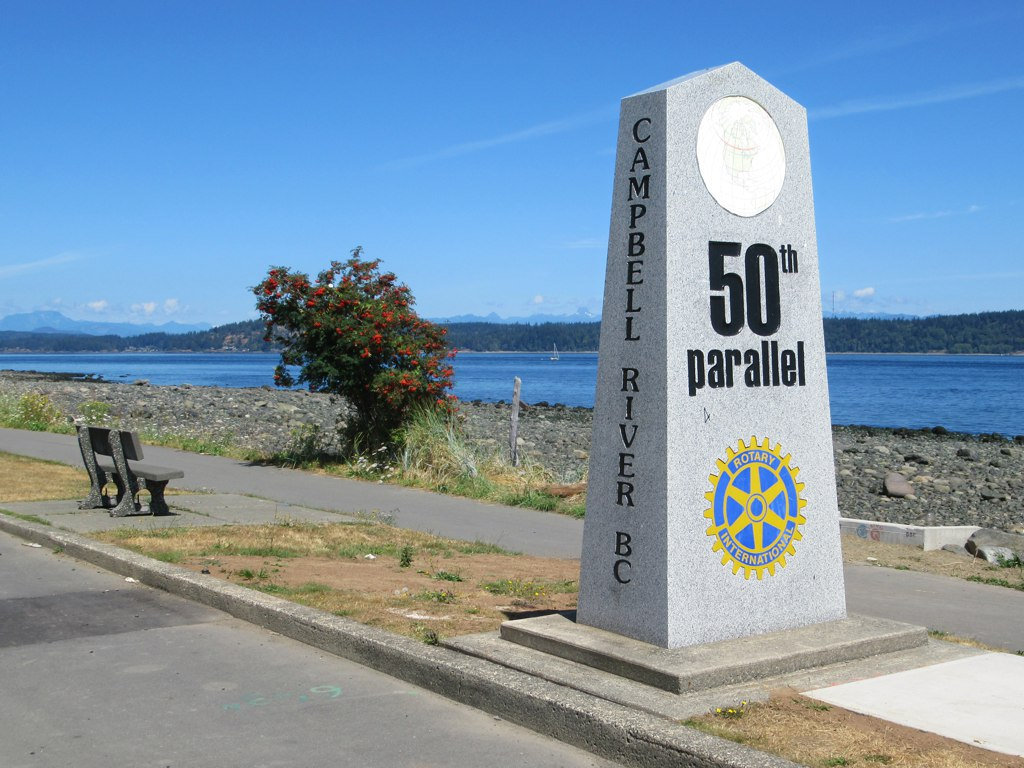
Borne marquant le 50e à côté du Old Island Highway à Campbell River, Canada

En commençant par le Premier méridien et en allant vers l'Est, le 50e parallèle nord passe par :
| Coordonnées           | Pays, territoire ou mer | Notes |
| --------------------- | ----------------------- | --- |
| 50° 00′ N, 0° 00′ E   | Manche                  | |
| 50° 00′ N, 1° 15′ E   | France                  | Normandie — sur environ 20 km Picardie — passe juste au nord de Amiens Nord-Pas-de-Calais — sur environ 13 km |
| 50° 00′ N, 4° 10′ E   | Belgique                | Wallonie |
| 50° 00′ N, 4° 40′ E   | France                  | Champagne-Ardenne — sur environ 10 km |
| 50° 00′ N, 4° 49′ E   | Belgique                | Wallonie |
| 50° 00′ N, 5° 49′ E   | Luxembourg              | District de Diekirch |
| 50° 00′ N, 6° 09′ E   | Allemagne               | Rhénanie-Palatinat Hesse Rhénanie-Palatinat — traverse le centre-ville de Mayence Hesse — Passe juste au sud de Francfort, croisant une piste de l'aéroport international et passe juste au sud de DCF77 émetteur radio de l'heure Bavaria — passe juste au nord de Bayreuth |
| 50° 00′ N, 12° 26′ E  | Tchéquie                | Passe par les quartiers sud Prague |
| 50° 00′ N, 17° 49′ E  | Pologne                 | Sur environ 11 km |
| 50° 00′ N, 17° 58′ E  | Tchéquie                | Sur environ 10 km |
| 50° 00′ N, 18° 07′ E  | Pologne                 | Passe par les cantons méridionaux de Kraków (sur le 20e méridien est) Passe par les cantons méridionaux de Tarnów (sur le 21e méridien est) Passe par les cantons méridionaux de Rzeszów (sur le 22e méridien est) |
| 50° 00′ N, 23° 10′ E  | Ukraine                 | Oblast de Lviv — passe juste au nord de Lviv Oblast de Ternopil — passe par Potchaïv Oblast de Khmelnytskyï Oblast de Jytomyr — Traverse Androuchivka Oblast de Kiev Oblast de Tcherkassy Oblast de Poltava — Traverse Loubny Oblast de Kharkiv — traverse le centre-ville de Kharkiv. |
| 50° 00′ N, 37° 57′ E  | Russie                  | Oblast de Belgorod — sur environ 18 km |
| 50° 00′ N, 38° 12′ E  | Ukraine                 | Oblast de Louhansk — sur environ 12 km |
| 50° 00′ N, 38° 22′ E  | Russie                  | Oblast de Belgorod Oblast de Voronej — passe juste au nord de Bogoutchar Oblast de Rostov Oblast de Volgograd — Passe juste au sud de Kamyshin |
| 50° 00′ N, 47° 15′ E  | Kazakhstan              | Kazakhstan-Occidental |
| 50° 00′ N, 48° 08′ E  | Russie                  | Oblast de Saratov |
| 50° 00′ N, 48° 51′ E  | Kazakhstan              | Kazakhstan-Occidental Oblys d'Aqtöbe Oblys de Kostanaï Oblys de Karaganda — passe juste au nord de Karaganda Kazakhstan-Oriental — passe juste au nord de Oskemen |
| 50° 00′ N, 85° 02′ E  | Russie                  | République de l'Altaï Tuva |
| 50° 00′ N, 89° 58′ E  | Mongolie                | Traverse la pointe sud Uvs nuur |
| 50° 00′ N, 95° 01′ E  | Russie                  | Tuva |
| 50° 00′ N, 95° 45′ E  | Mongolie                | Sur environ 11 km |
| 50° 00′ N, 95° 55′ E  | Russie                  | Tuva — sur environ 7 km |
| 50° 00′ N, 96° 02′ E  | Mongolie                | Sur environ 11 km |
| 50° 00′ N, 96° 10′ E  | Russie                  | Tuva |
| 50° 00′ N, 97° 55′ E  | Mongolie                | |
| 50° 00′ N, 107° 13′ E | Russie                  | Bouriatie — sur environ 5 km |
| 50° 00′ N, 107° 18′ E | Mongolie                | Sur environ 3 km |
| 50° 00′ N, 107° 20′ E | Russie                  | Bouriatie Kraï de Transbaïkalie |
| 50° 00′ N, 113° 34′ E | Mongolie                | |
| 50° 00′ N, 115° 12′ E | Russie                  | Kraï de Transbaïkalie |
| 50° 00′ N, 116° 01′ E | Mongolie                | |
| 50° 00′ N, 116° 20′ E | Russie                  | Kraï de Transbaïkalie |
| 50° 00′ N, 119° 06′ E | Chine                   | Mongolie intérieure Heilongjiang |
| 50° 00′ N, 127° 29′ E | Russie                  | Oblast de l'Amour Kraï de Khabarovsk |
| 50° 00′ N, 140° 30′ E | Détroit de Tatarie      | |
| 50° 00′ N, 142° 09′ E | Russie                  | Oblast de Sakhaline — île de Sakhaline |
| 50° 00′ N, 143° 59′ E | Mer d'Okhotsk           | |
| 50° 00′ N, 155° 23′ E | Russie                  | Oblast de Sakhaline — île de Paramushir |
| 50° 00′ N, 155° 24′ E | Océan Pacifique         | |
| 50° 00′ N, 127° 19′ O | Canada                  | British Columbia — Vancouver Island (traverse la ville de Campbell River) et le continent, par la the Vallée de Okanagan immédiatement au nord de Kelowna. Alberta — traverse la ville de Medicine Hat Saskatchewan Il passe à quelques kilomètres au sud des villes de Swift Current, Moose Jaw et la capitale, Regina Manitoba — passe juste au nord de Winnipeg Ontario — traverse Lac Nipigon Quebec - traverse la ville de Port-Cartier |
| 50° 00′ N, 66° 54′ O  | Golfe du Saint-Laurent  | passe juste au nord de Île Anticosti, Quebec, Canada |
| 50° 00′ N, 57° 45′ O  | Canada                  | Terre-Neuve-et-Labrador — île de Terre-Neuve |
| 50° 00′ N, 56° 46′ O  | Baie White              | |
| 50° 00′ N, 56° 21′ O  | Canada                  | Terre-Neuve-et-Labrador — île de Terre-Neuve |
| 50° 00′ N, 55° 52′ O  | Océan Atlantique        | Baie de Confusion |
| 50° 00′ N, 55° 33′ O  | Canada                  | Terre-Neuve-et-Labrador — île de Terre-Neuve |
| 50° 00′ N, 55° 31′ O  | Océan Atlantique        | passe juste au nord des îles Scilly, Angleterre, Royaume-Uni |
| 50° 00′ N, 5° 16′ O   | Royaume-Uni             | Angleterre — Péninsule de Lizard Cornouaille, sur environ 7 km |
| 50° 00′ N, 5° 10′ O   | Manche                  | |